# Albatros L.73
Albatros L.73 byl německý dvoumotorový dvouplošník používaný jako civilní dopravní letoun ve 20. letech 20. století. Letoun měl klasické uspořádání, dva pístové motory byly umístěné v gondolách mezi křídly. Všechny čtyři vyrobené letouny létaly u společnosti Deutsche Lufthansa. 

## Popis
Letoun byl uzpůsoben k nočnímu provozu. Jednalo se o mohutný dvouplošník s celokovovou kostrou, kterou pokrýval plátěný a kovový potah. Ocasní plochy byly klasického uspořádání. Pevný podvozek letounu byl tvořen dvěma hlavními koly o širokém rozchodu a záďovou ostruhou. Dvojice řadových šestiválcových vodou chlazených motorů BMW IV o výkonu 176 kW (L.73a) byla umístěna v gondolách mezi křídly. Vrtule byly dvoulisté dřevěné. Piloti seděli vedle sebe v přídi, přičemž boky kokpitu byly otevřené. Kokpit byl vybaven zdvojeným řízením. V kabině pro cestující bylo osm křesel, která se dala sklopit čímž vznikly lehátka.

## Nasazení

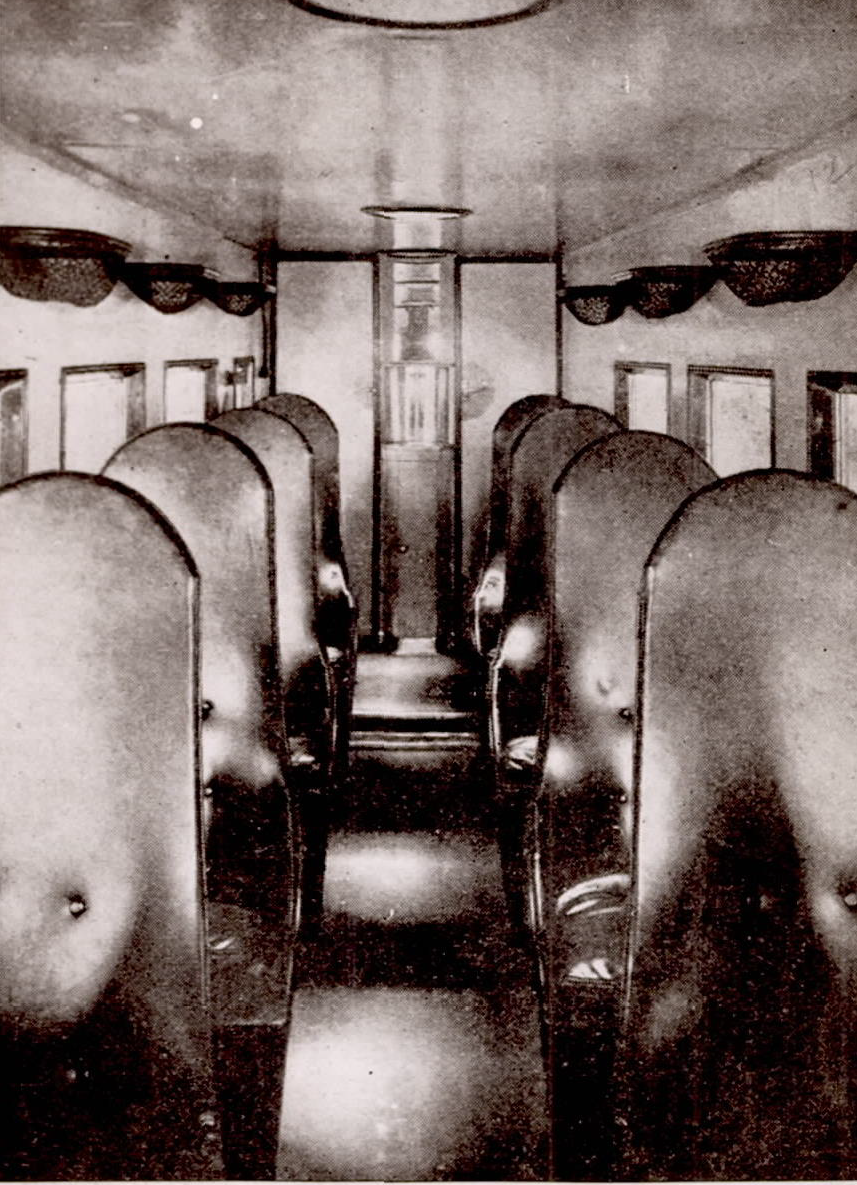
Interiér letouniu L. 73.

Deutsche Lufthansa zakoupila v roce 1926 dva stroje L.73a, které převzala v roce 1927. Nesly imatrikulace a jména D 960 „Preusen“ a D 961 „Brandenburg“. Brzy byly v dílnách DL upraveny výměnnou původních pohonných jednotek BMW IV za výkonnější Junkers L-5 po 228 kW s kovovými vrtulemi. Takto upravené stroje nesly označení L.73b, od roku 1928 pak oba letouny poháněly motory BMW Va po 265 kW (L.73c).
Deutsche Lufthansa nasazovala oba stroje především na nočních linkách z Berlína přes Lübeck a Kodaň do Malmö a přes Gliwice a Brno do Vídně. Jeden z nich (Brandenburg, D-961) havaroval poblíž Babekuhl 28. května 1928.
V říjnu 1928 předváděl Albatros na letecké výstavě v Berlíně verzi L.73d s hvězdicovými motory Gnome Rhône Jupiter VI o výkonu po 309 kW a s upravenými ocasními plochami. Dva tyto stroje sloužily na linkách Lufthansy v letech 1930 až 1932. Oba stroje byly následně předány do Bulharska. Poslední L.73 (D 960) byl vyřazen v roce 1933.

## Varianty

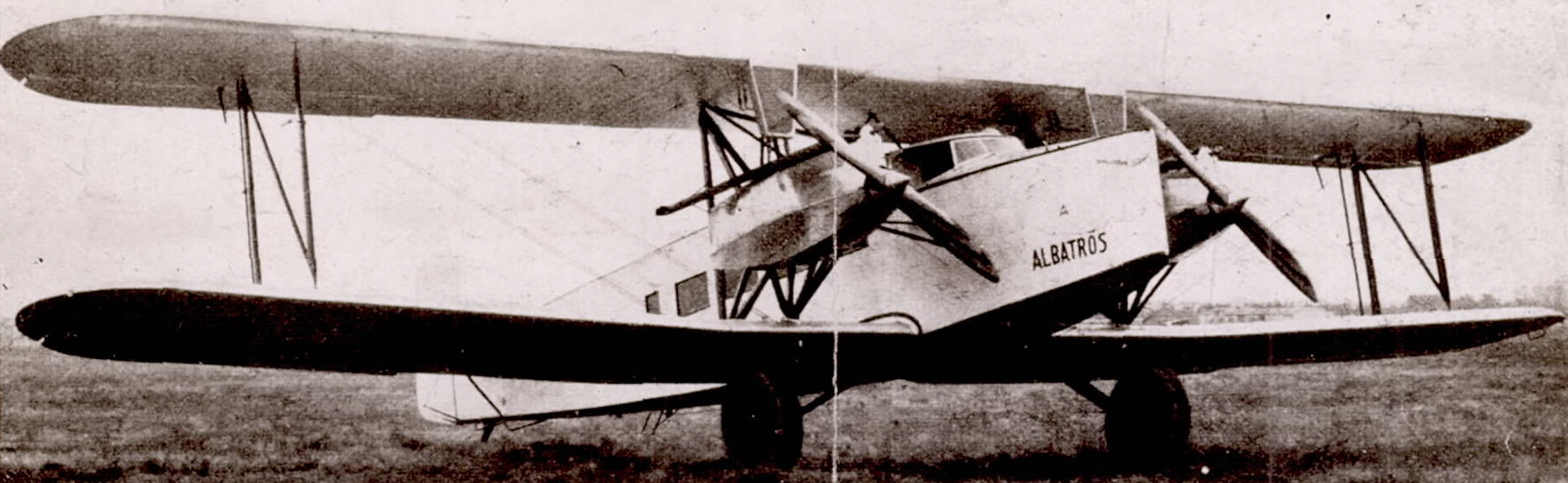
Albatros L.73

L.73b
Verze s motory Junkers L5.
L.73c
Letouny vylepšené motory BMW Va.

## Specifikace (L.73b)
Technické údaje pocházejí z publikace „Jane's Encyclopedia of Aviation“.

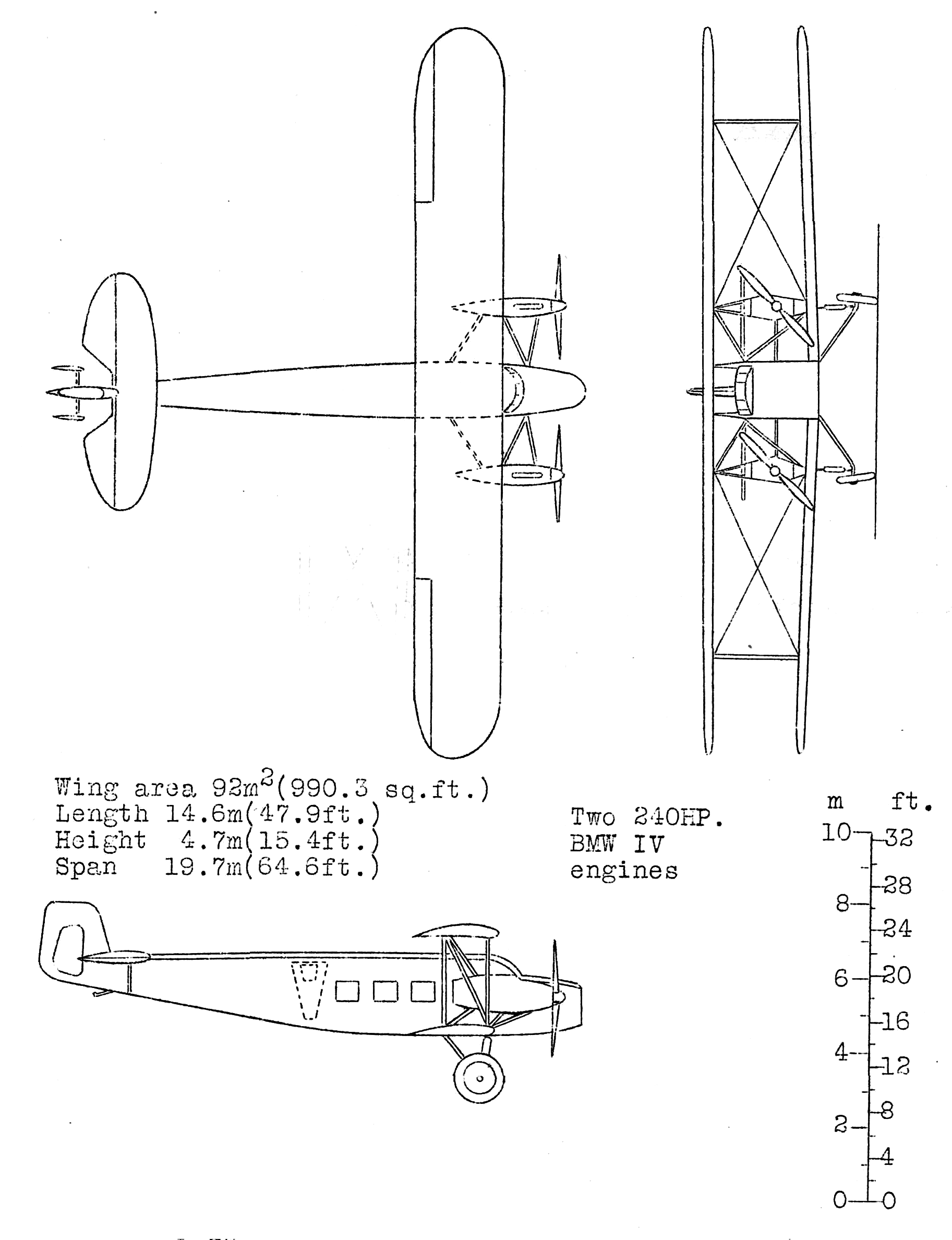
Albatros L 73

### Technické údaje
- Posádka: 2
- Kapacita: 8 cestujících
- Rozpětí: 19,7 m
- Délka: 14,6 m
- Výška: 4,7 m
- Nosná plocha: 92 m²
- Prázdná hmotnost: 2 914 kg
- Max. vzletová hmotnost: 4 610 kg
- Pohonná jednotka: 2× řadový motor Junkers L5
- Výkon pohonné jednotky: 228 kW

### Výkony
- Cestovní rychlost: 140 km/h
- Maximální rychlost: 175 km/h (110 mph)
- Dolet: 540 km
- Dostup: 3 000 m (9 840 stop)
- Stoupavost: 4,2 m/s

## Uživatelé
Bulharsko
- Bulharské letectvo

 Německo
- Deutsche Lufthansa